# آشنایی (فیلم)
آشنایی (به انگلیسی: Getting Acquainted یا A Fair Exchange) فیلمی کوتاه و صامت، به نویسندگی و کارگردانی و بازی چارلی چاپلین و ساخت سال ۱۹۱۴ می‌باشد.

## موضوع
چارلی می‌خواهد همسر رفیقش را به دست آورد و رفیق او هم می‌خواهد همسر چارلی را به دست آورد. اما در پایان، همسرها این قضیه را می‌فهمند و پلیس آنها را راهنمایی می‌کند و هر کس با همسر خود می‌رود.

## داستان
در یکی از «کمدی‌های پارکی» چاپلین برای استودیو کی‌استون، چارلی و همسر سلطه‌گرش، خانم اسنیفلز، در فضای سبز پارک قدم می‌زنند. وقتی خانم اسنیفلز روی نیمکت پارک به خواب می‌رود، چارلی فرصت را غنیمت می‌شمارد و از او دور می‌شود. او با میبلِ زیبا روبه‌رو می‌شود. در همین زمان، شوهر میبل، آمبروز، سرگرم کمک به یک رهگذر است تا خودرواش را راه بیندازد. چارلی سعی می‌کند دل میبل را به دست آورد، اما به‌سرعت پاسخ منفی می‌شنود و یک پلیس پارک به کمک میبل می‌آید.
در همین حال، آمبروز با همسر چارلی برخورد می‌کند و به او جذب می‌شود. او هم با واکنش منفی روبه‌رو می‌شود. سپس آمبروز و چارلی، هر دو، با زنی بلوند و همراهش که فِز به سر دارد، درگیر می‌شوند. پلیس پارک به‌خاطر مزاحمت آن‌ها برای زنان غریبه، به تعقیب‌شان می‌پردازد. در نهایت، پلیس چارلی را دستگیر می‌کند و نزد خانم اسنیفلز می‌برد. او، چارلی را از بازداشت نجات می‌دهد، اما با خشونت، او را به خانه می‌برد.
فیلم آشنایی که در ۵ دسامبر ۱۹۱۴ منتشر شد، واپسین فیلمی بود که چاپلین در استودیو کی‌استون ساخت، به‌جز یکی دیگر. این فیلم، آخرین همکاری او با میبل نورمند نیز به‌شمار می‌آید.

## بازیگران
- چارلی چاپلین - آقای اسنیفلس
- میبل نورماند - همسر آمبروز
- فیلیس آلن - خانم اسنیفلس
- مک سوین - آمبروز
- هری مک‌کوی - در پارک
- ادگار کندی - پلیس
- سیسیل آرنولد - مری

## بازخورد
یک منتقد در نشریهٔ Motion Picture World نوشت: «میبل نورمند، چارلز چاپلین و دیگران در این کمدی پرجنب‌وجوش بدون شک خنده‌دارند.»
منتقدی در نشریهٔ The Cinema نوشت: «یکی دیگر از فیلم‌های خوب چارلز چاپلین، این‌بار با حضور بازیگر مشهور، میبل نورمند.»